# Милко Ахчиев
Милко Ахчиев е български просветен деец от Македония.

## Биография
Роден е в 1870 година в град Скопие, тогава в Османската империя.
Завършва педагогическия курс на Солунската българска мъжка гимназия в 1891 година (випуск III). Работи като учител. Преподавател е в Скопското българско девическо училище през учебната 1911/1912 година. 
След Междусъюзническата война отива в България и през декември 1913 година става главен учител в Ивайловград, в новооткритото първо българско училище.
През 20-те години на XX век е учител в село Лъджа. Проучва историята на селото и публикува статия в списание „Родопа“ (януари–април 1928).